# Uroctea thaleri
Uroctea thaleri är en spindelart som beskrevs av Rheims, Santos och van Harten 2007. Uroctea thaleri ingår i släktet Uroctea och familjen Oecobiidae. Inga underarter finns listade i Catalogue of Life.